# Russkies
Pour plus de détails, voir Fiche technique et Distribution.
Russkies est un drame américain réalisé par Rick Rosenthal, sorti en 1987.

## Fiche technique
- Titre : Russkies
- Réalisation : Rick Rosenthal
- Scénario : Alan Jay Glueckman, Sheldon Lettich et Michael Nankin
- Production : Mark Levinson et Scott M. Rosenfelt
- Musique : James Newton Howard
- Photographie : Reed Smoot
- Montage : Antony Gibbs (en)
- Costumes : Nancy Cone
- Décors : Linda Pearl
- Pays d'origine : États-Unis
- Format : Couleurs - 1,85:1 - Stéréo - 35 mm
- Genre : Drame
- Durée : 99 minutes
- Langue originale : Anglais
- Pays de production :  États-Unis
- Date de sortie : 6 novembre 1987

## Distribution
- Whip Hubley : Mischa
- Joaquin Phoenix : Danny (crédité sous le nom de Leaf Phoenix)
- Peter Billingsley : Adam
- Stefan DeSalle : Jason
- Susan Walters : Diane
- Patrick Kilpatrick : Raimy
- Vic Polizos : Sulock
- Charles Frank : Mr. Vandermeer
- Susan Blanchard : Mrs. Vandermeer
- Benjamin Hendrickson : Sergent Kovac
- Carole King : Mrs. Kovac
- Voyo Goric : Boris
- Al White : Capitaine Foley
- Patrick Mickler : Niedermeyer
- Summer Phoenix : Candi
- Leo Rossi : Keefer
- Gene Scherer : Capitaine du chalutier